# Santi Moix i Sala
Santi Moix i Sala   (Barcelona, 1960) és un pintor, escultor, dibuixant i gravador català.

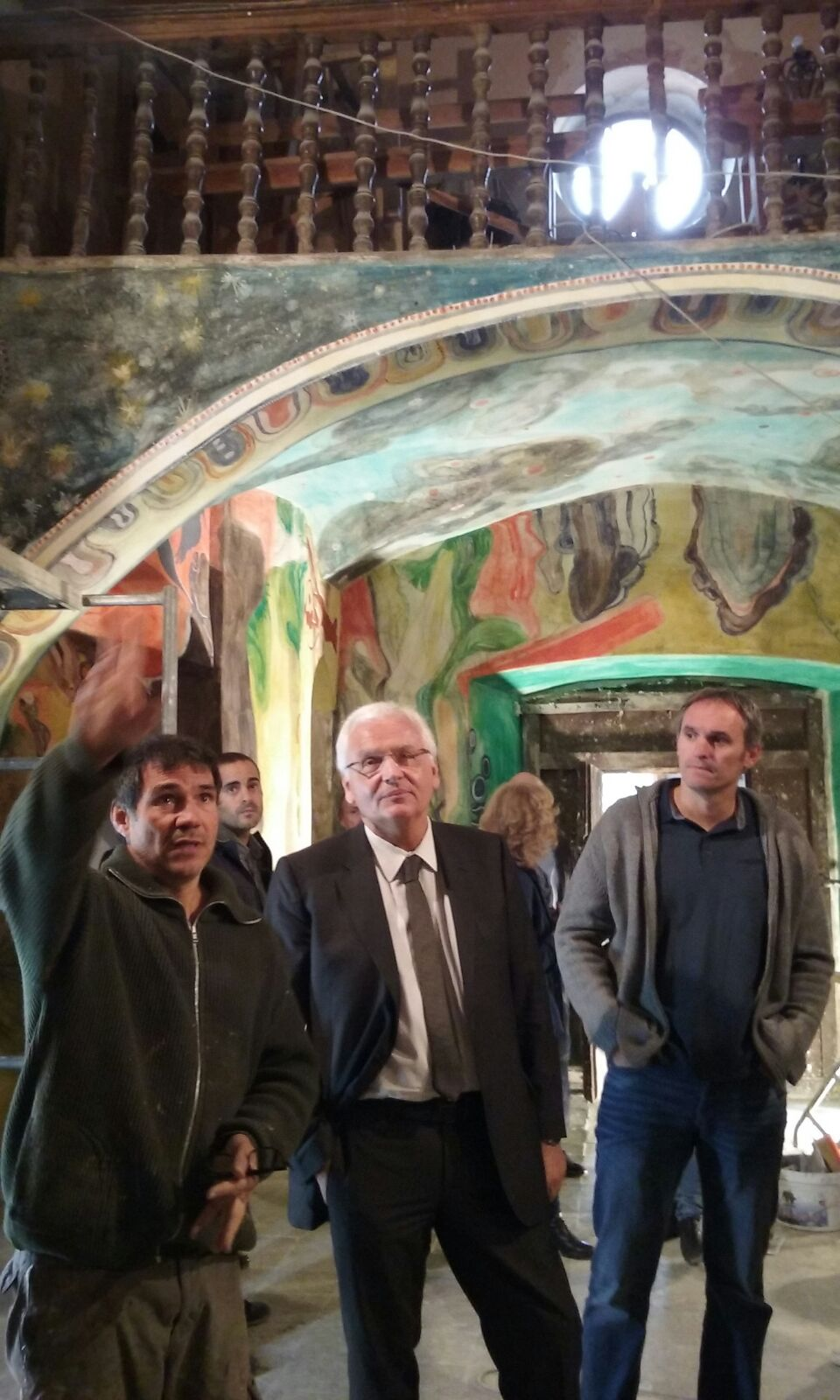
Santi Moix (esquerra) i Ferran Mascarell en una visita a Sant Víctor de Saurí.

Nascut a Barcelona, el 1974 es va establir a París per estudiar i, posteriorment, a Itàlia. El 1986 va viatjar a Nova York, al Japó –on va fer algunes exposicions– i, més endavant, a l'Àfrica –on va entrar en contacte amb el món de la ceràmica–. Va acabar establint-se a Nova York de manera permanent. Ha exposat als EUA, Suècia, Bèlgica, França el Japó i Espanya, i les seves obres s'han vist en exposicions col·lectives al Regne Unit, el Brasil i Alemanya, entre altres països.
Entre les seves obres, destaca una intervenció a l'església de Sant Víctor de Saurí, al Pallars. El 2022, Televisió de Catalunya va emetre un documental sobre la trajectòria de l'artista, amb el títol de Totes les criatures, dirigit per Xavier Puig.